# Männer im gefährlichen Alter (1954)
Männer im gefährlichen Alter ist ein deutsches Filmlustspiel aus dem Jahr 1954 von Carl-Heinz Schroth mit Hans Söhnker und Liselotte Pulver in den Hauptrollen.

## Handlung
Franz Volker ist ein gefeierter aber nicht mehr ganz junger Schauspieler, ein, wie man so sagt, Mann in den besten Jahren. Die junge Anna obliegt seines Schutzes, und da Franz ein sorgsamer Herr ist, will er seinem Mündel nur das Beste angedeihen lassen und nimmt die junge Frau daher bei sich auf. Da er aus diversen Gründen annehmen muss, dass Anna in Wahrheit seine illegitime Tochter ist, gerät er auch nicht in Gefahr, mehr als nur väterliche Gefühle für das burschikose Mädchen zu entwickeln. Die junge Frau hat jedoch den Schalk im Nacken und bringt seit ihrer Ankunft den Volker’schen Haushalt ordentlich durcheinander. Und da sie längst ein Auge auf den deutlich älteren Charmeur und Lebemann geworfen hat, versucht sie auch so manchen Flirt ihres Schutzpatrons zu torpedieren, darunter den mit der Turnierreiterin Lil Dewohl.
Als es daraufhin zu einer ernsten Aussprache zwischen Anna und Franz kommt, nimmt die junge Frau Reißaus und flieht Hals über Kopf aus Franzens Haus. Schutz und Unterschlupf findet sie bei Adam Kassner, Volkers bestem Freund und seines Zeichens ein Dichter. Er ist es auch, der, ganz in der Tradition eines Prof. Higgins und mit einigem Erfolg, nun aus dem ungeschliffenen Wildfang eine junge Dame mit gesitteten Manieren zu machen versucht. Erst nachdem die Möglichkeit einer Blutsverwandtschaft ausgeschlossen wurde zeigt sich Bonvivant Franz, ein Mann im gefährlichen Alter, wie der Filmtitel insinuiert, bereit, für Anna, in die er sich längst verliebt hatte, Gefühle zuzulassen, und beide treten in den Stand der Ehe.

## Produktionsnotizen
Der Film entstand 1953 in Hamburg (Studio Wandsbek) und Umgebung und wurde am 2. März 1954 in Köln und Berlin uraufgeführt. Am 6. Juli 1963 erfolgte in der ARD die deutsche Fernsehpremiere.
Helmut Ungerland hatte die Produktionsleitung. Die Filmbauten wurden von Mathias Matthies und seiner Ehefrau Ellen Schmidt gestaltet. Herbert Grieser war Maskenbildner.

## Kritiken
In Der Spiegel ist zu lesen: „Mäßig heiterer, aber von Regisseur Carl-Heinz Schroth hübsch beschleunigter Schwank, an dessen Ende der fabelhafte Schauspieler Volker (Hans Söhnker) sein Mündel (Liselotte Pulver) heiratet, das er nur ganz vorübergehend im Verdacht hatte, seine illegitime Tochter zu sein. Nach der befriedigenden Klärung des biologischen Sachverhalts bleibt nur noch der beträchtliche Altersunterschied des Paares bedenklich, von dem der Film allerdings — außer im Titel — keinerlei Kenntnis nimmt.“
Im Lexikon des Internationalen Films steht: „Routiniert gespieltes Lustspiel mit teils originellen Einfällen, aber allzu dünner Geschichte.“